# Sitarice
Sitarice (em cirílico: Ситарице) é uma vila da Sérvia localizada no município de Valjevo, pertencente ao distrito de Kolubara. A sua população era de 141 habitantes segundo o censo de 2011.

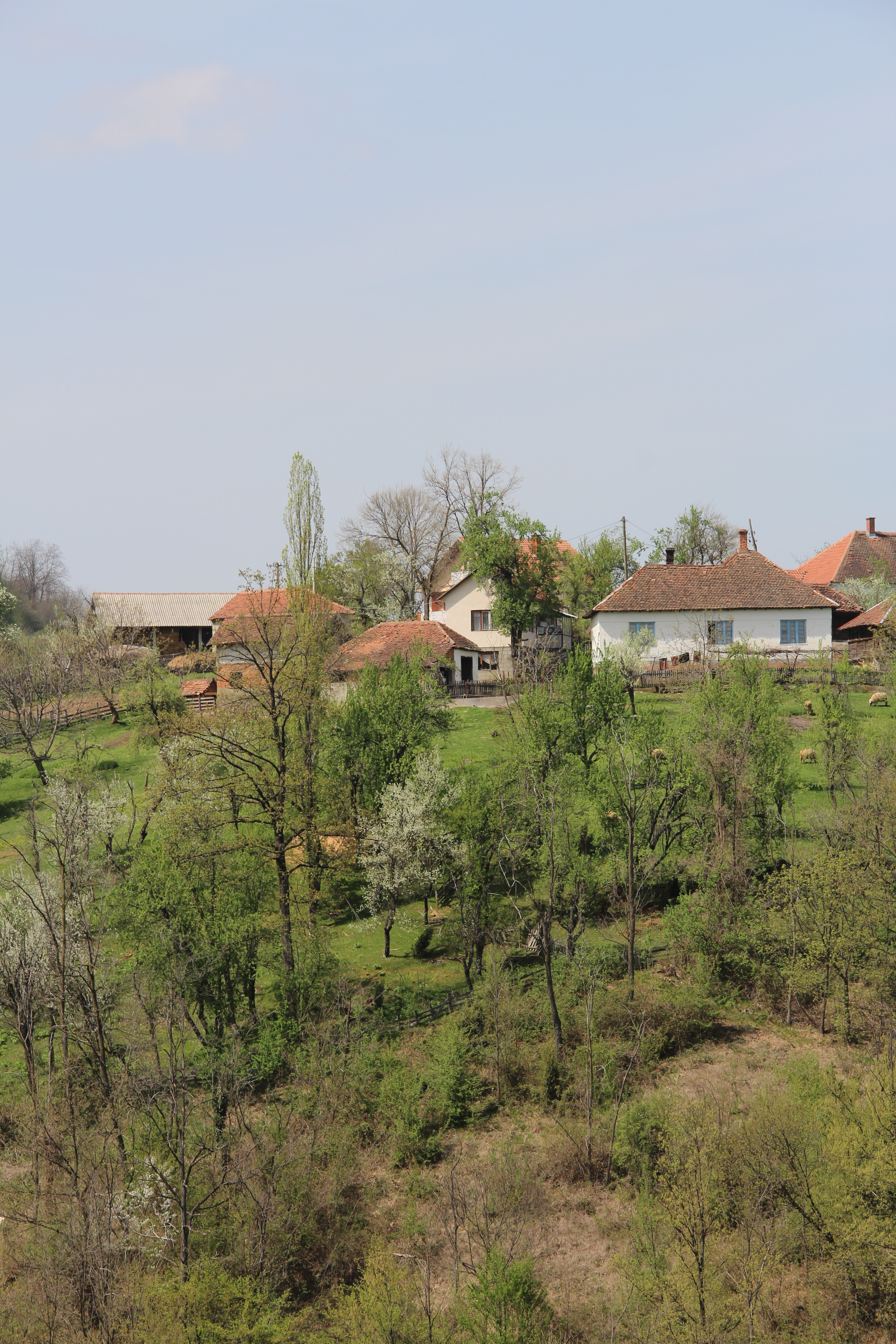
Sitarice - panorama
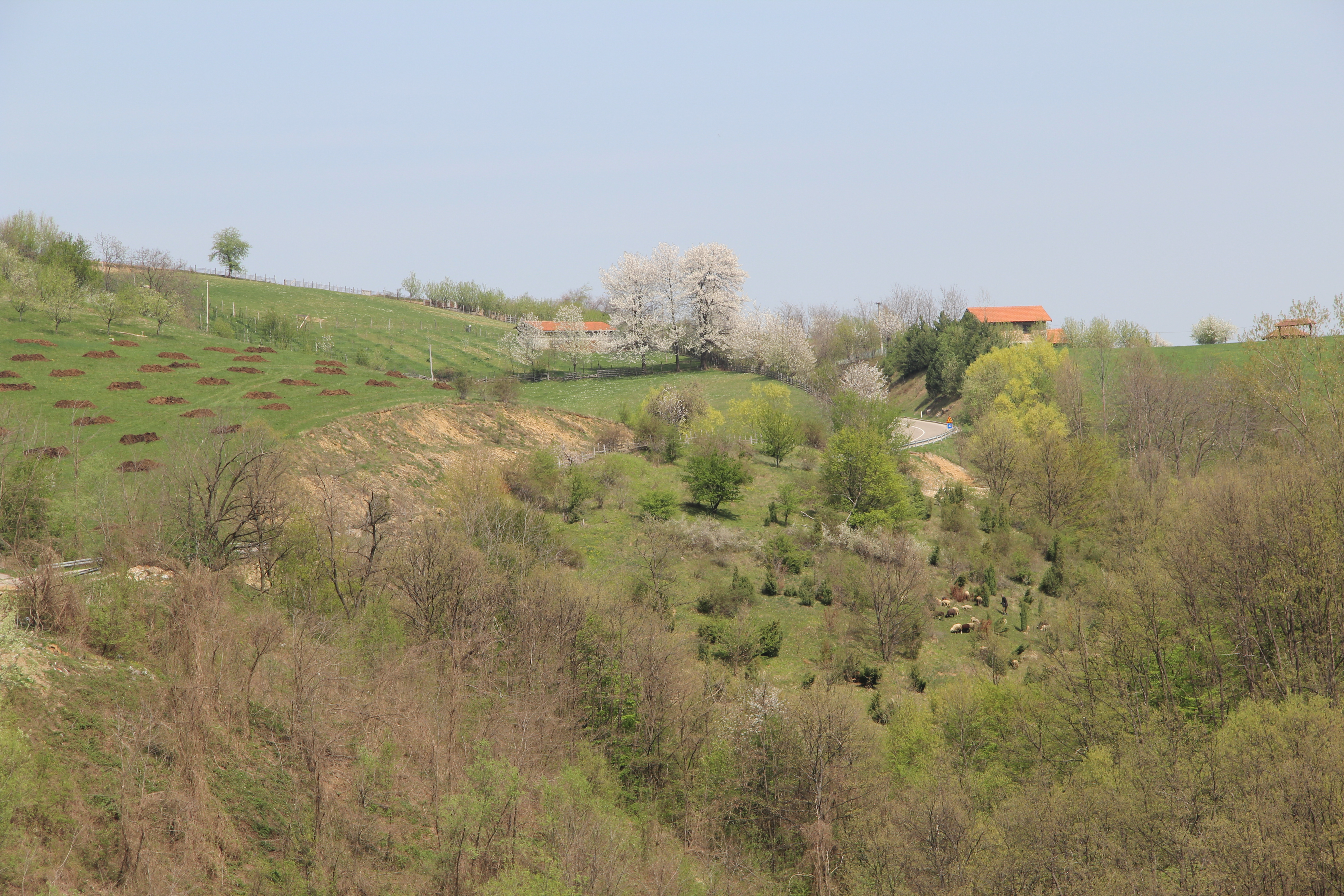
Sitarice - panorama
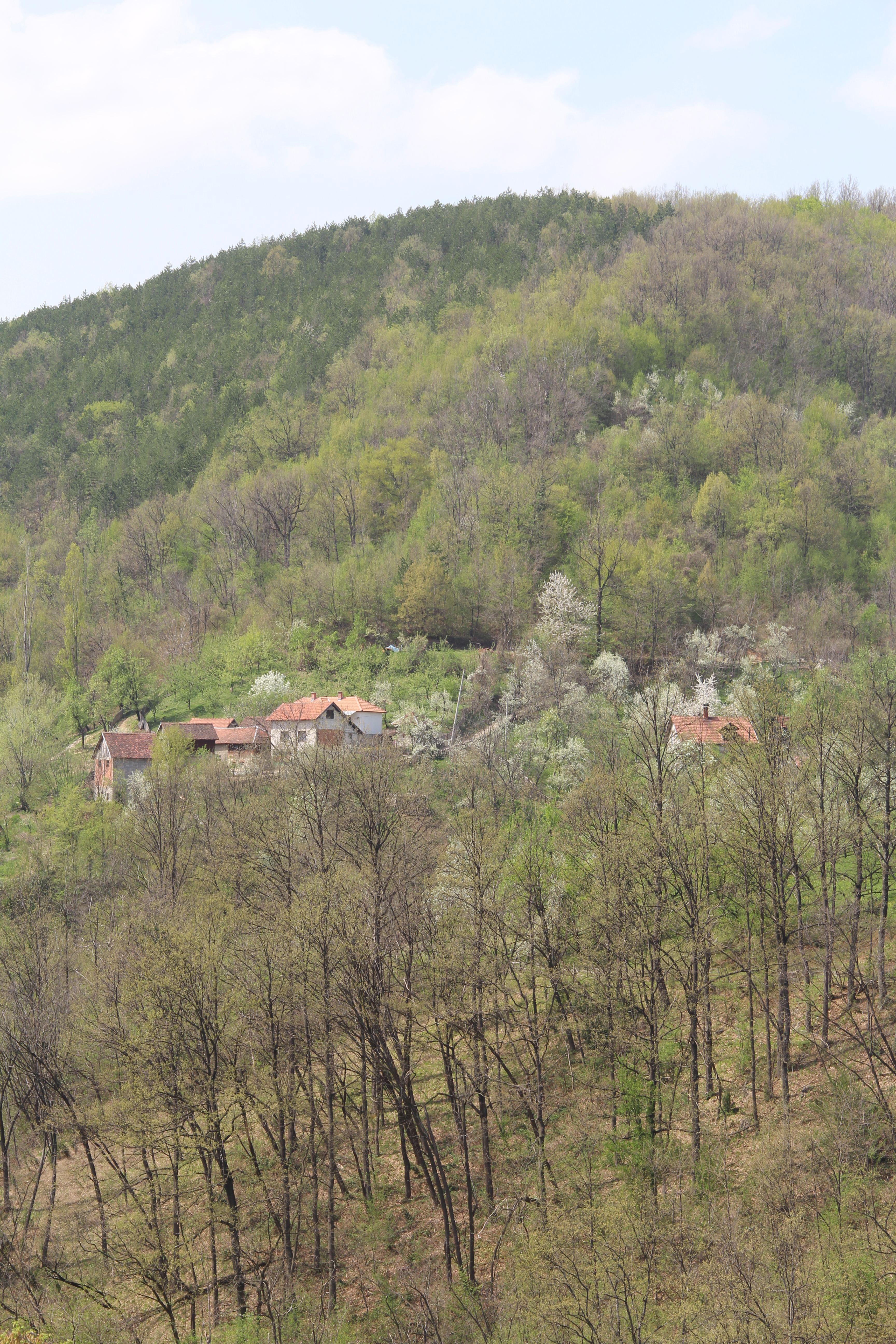
Sitarice - panorama
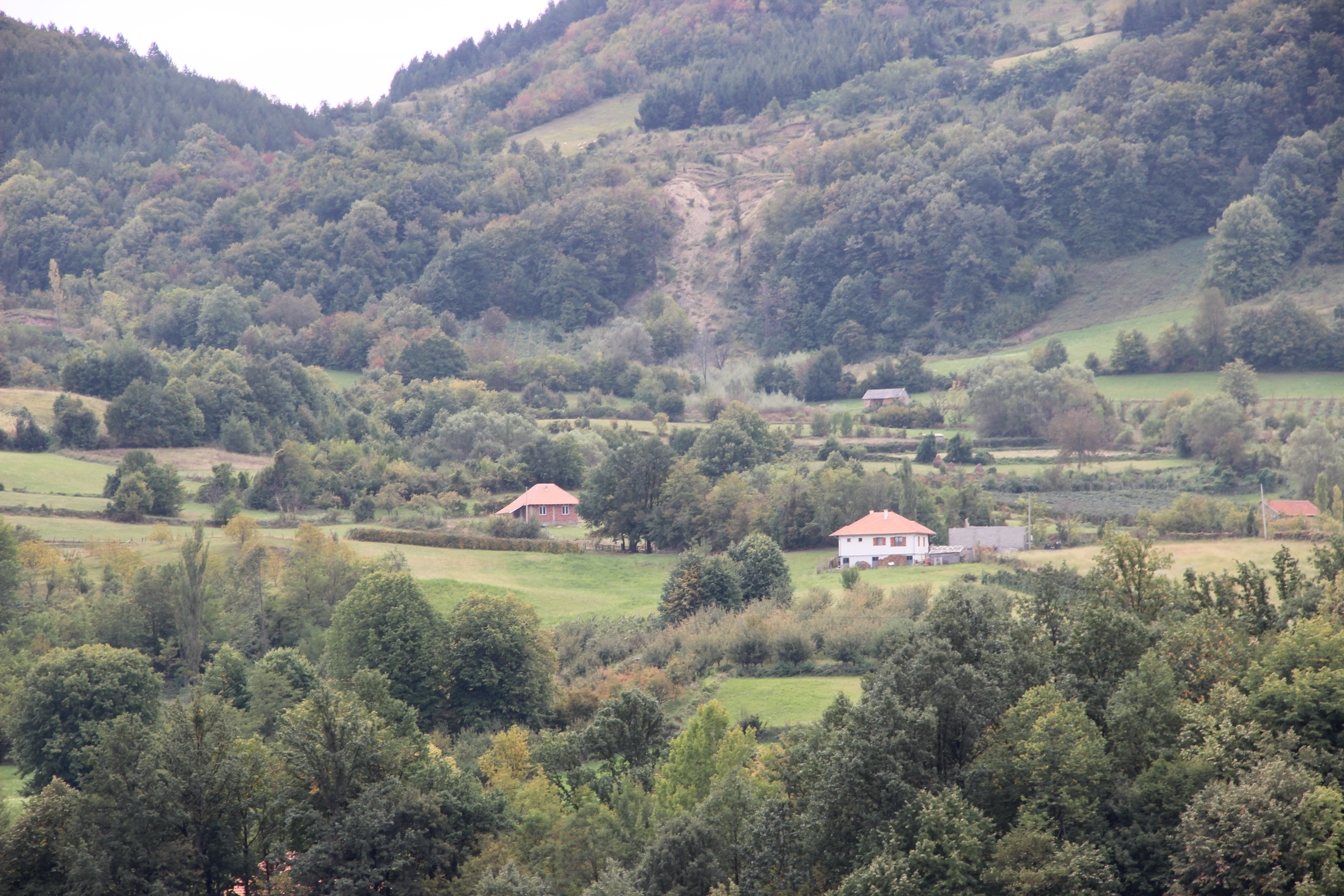
Sitarice - panorama
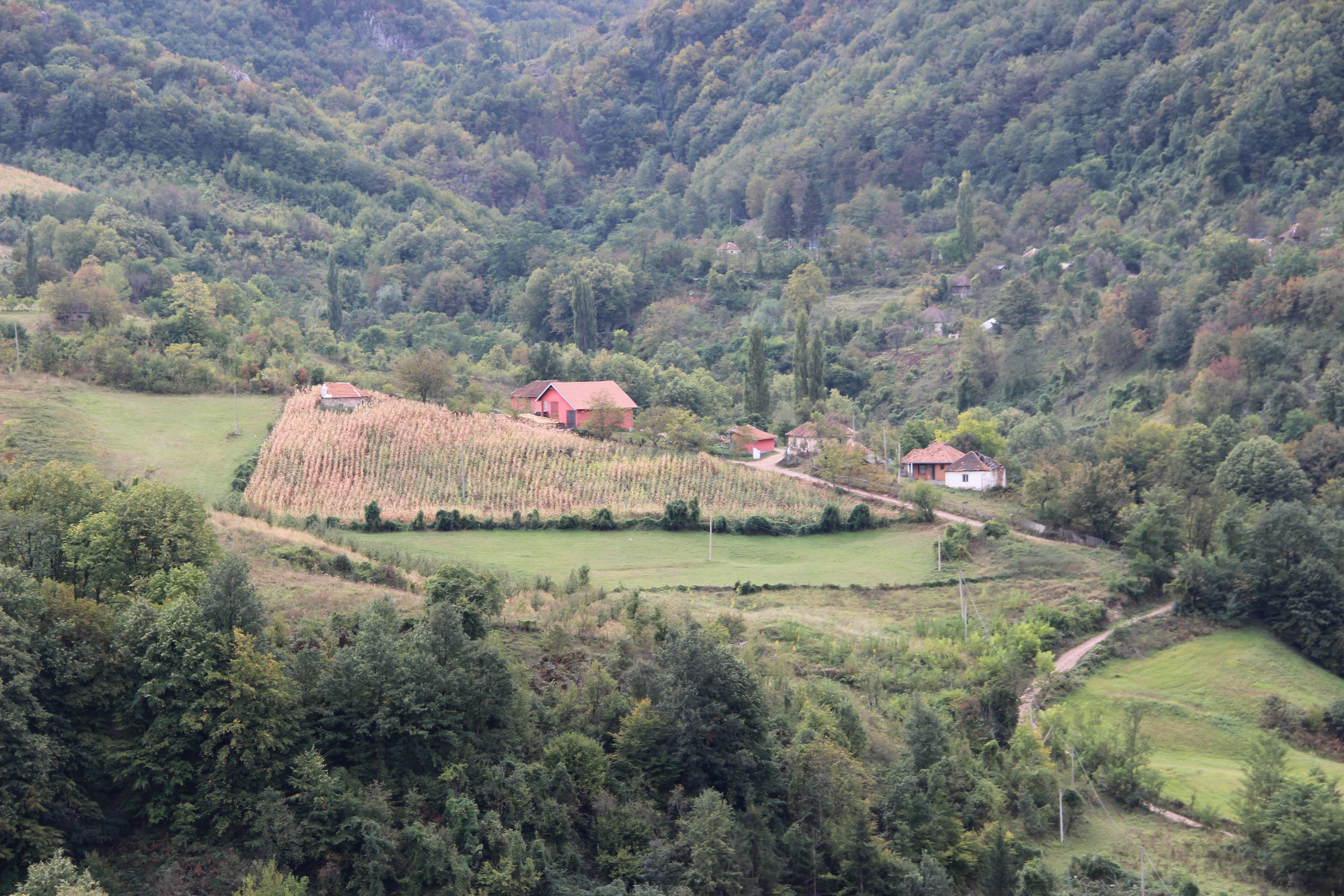
Sitarice - panorama
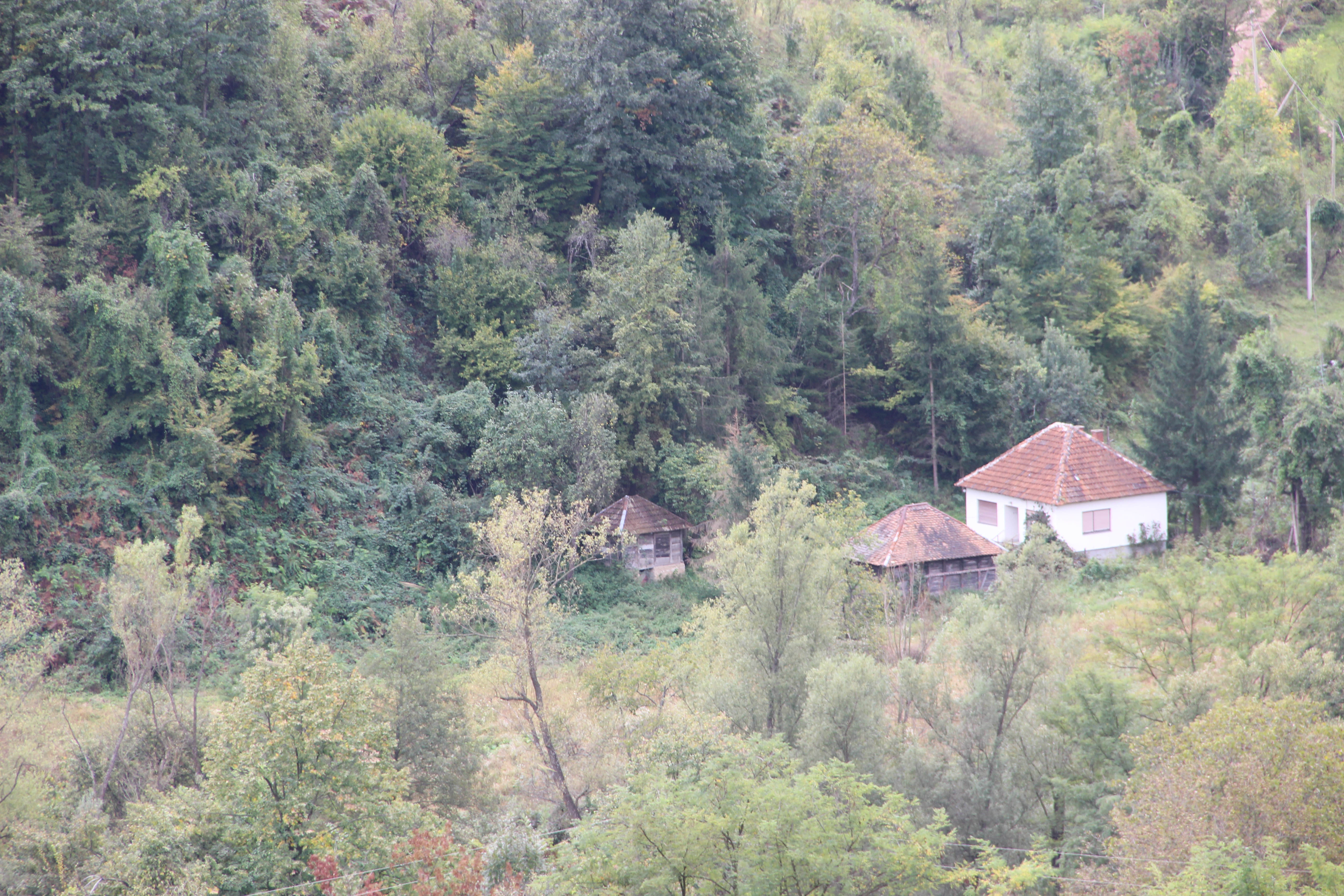
Sitarice - panorama
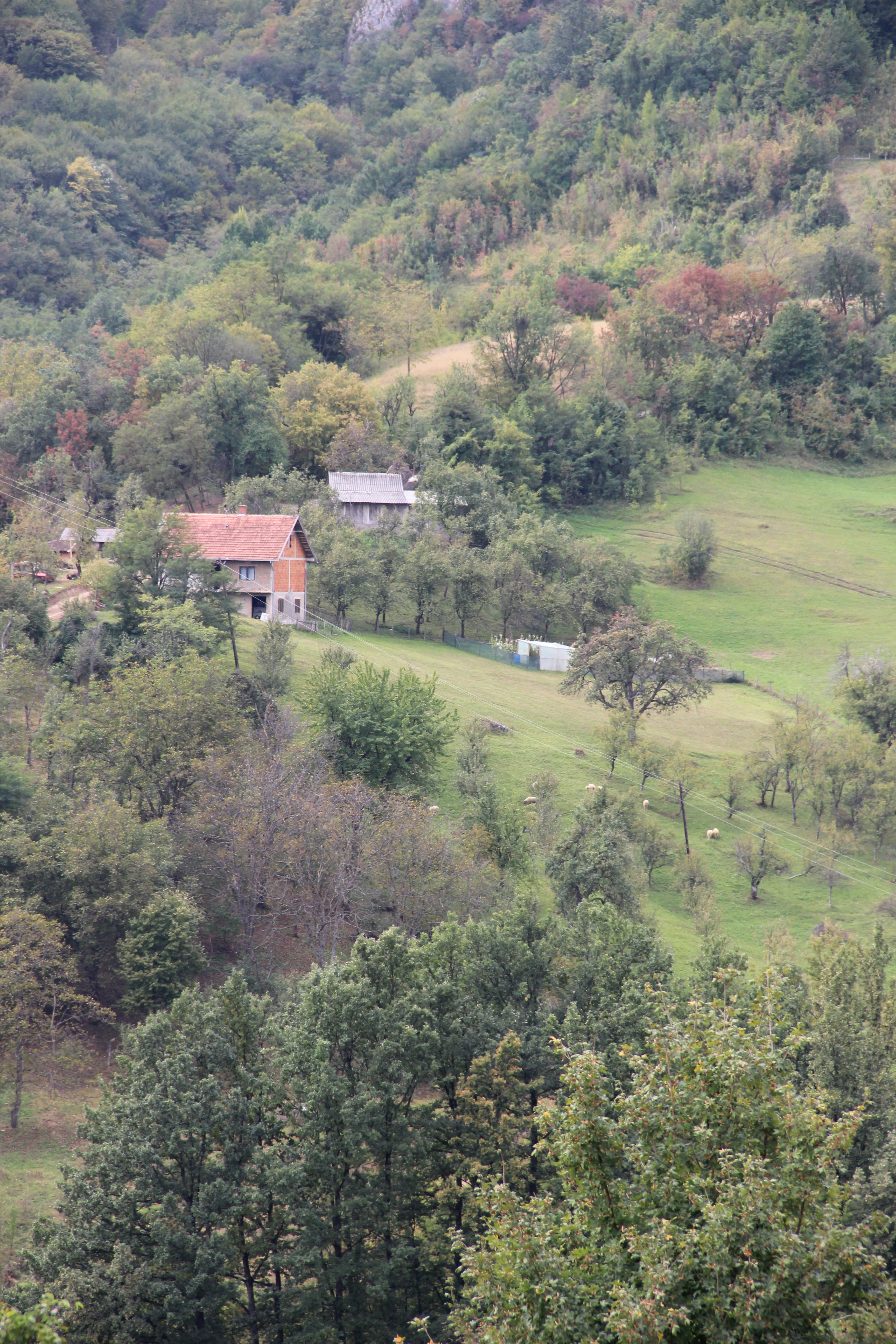
Sitarice - panorama
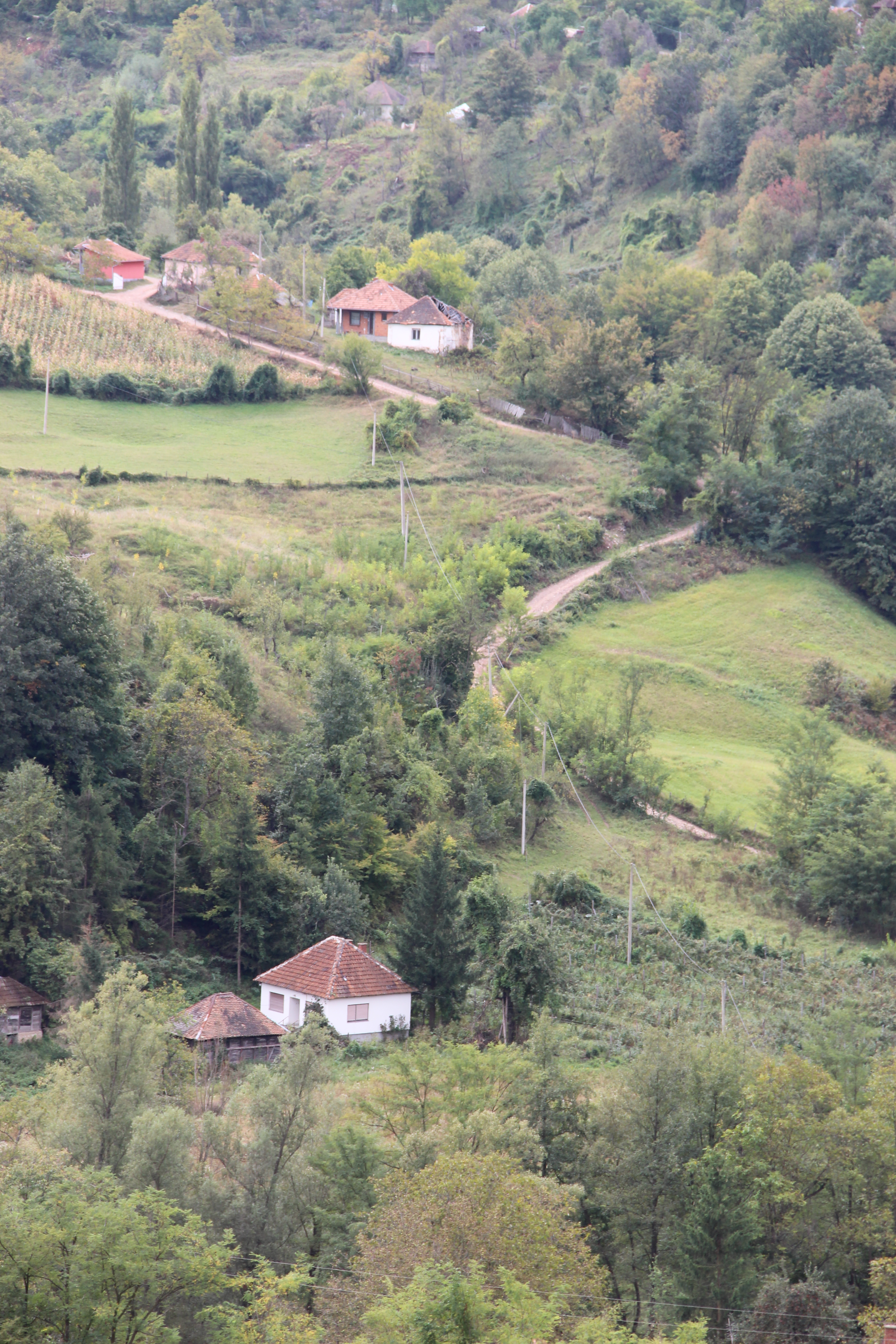
Sitarice - panorama
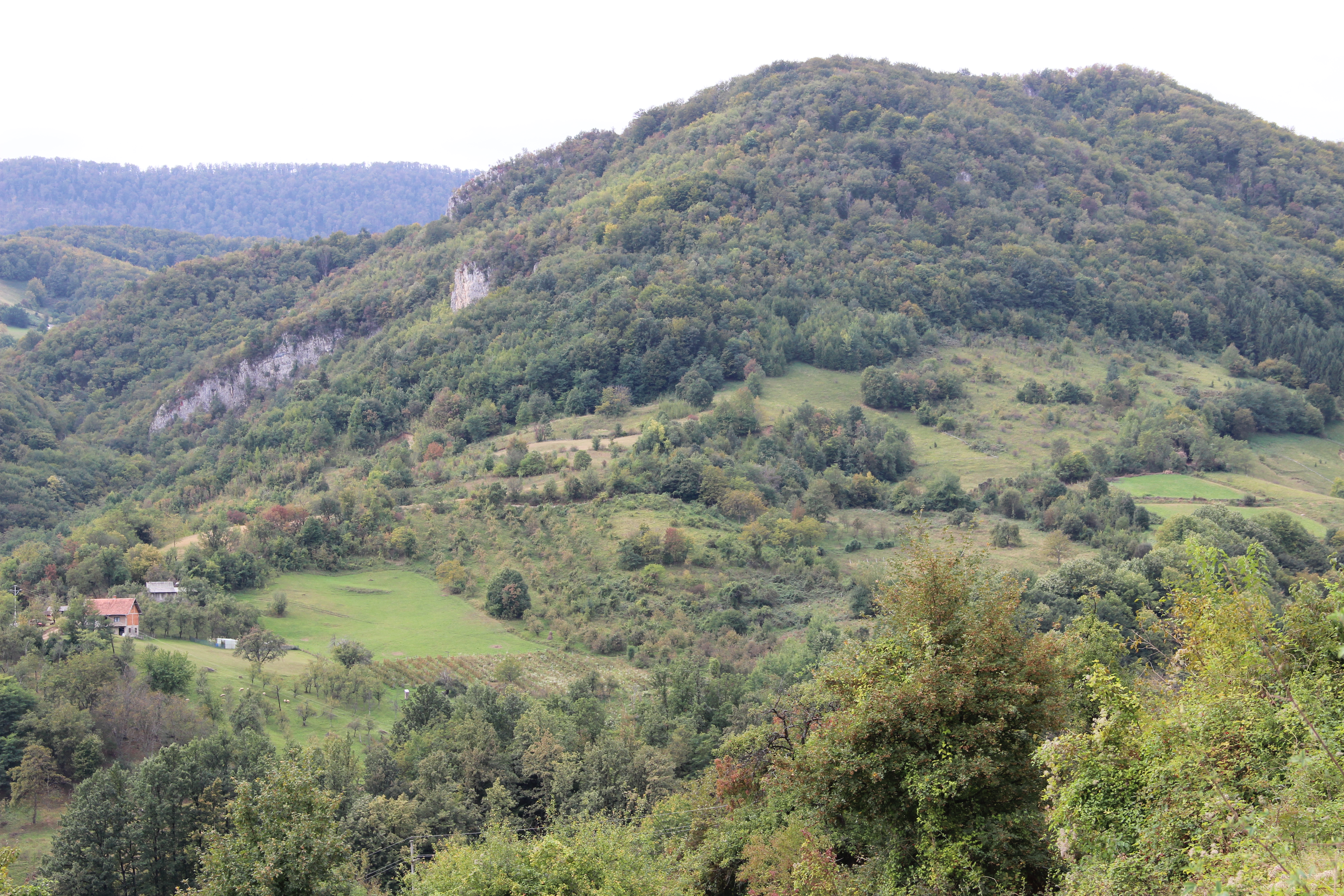
Sitarice - panorama

## Demografia
| 1948 | 1953 | 1961 | 1971 | 1981 | 1991 | 2002 | 2011 |
| ---- | ---- | ---- | ---- | ---- | ---- | ---- | ---- |
| 379  | 398  | 367  | 294  | 253  | 205  | 178  | 141  |